# Hoquiam
Hoquiam (che si pronuncia [ˈhoʊkwiəm]) è una città della contea di Grays Harbor, nello Stato di Washington, Stati Uniti d'America.
La popolazione era di 9.097 persone nel censimento del 2000, 8.921 secondo una stima del 2007.
Il nome di Hoquiam deriva dalla lingua nativa e voleva dire: "Hungry for wood" (affamato per il bosco).
La città confina con Aberdeen. Le due città hanno in comune l'economia: entrambe infatti sono molto importanti per l'esportazione di legname.